# Biometallorganische Chemie
Die Biometallorganische Chemie ist ein Teilgebiet der Chemie, das sich mit der Untersuchung von biologisch aktiven Molekülen befasst, die eine direkte Kohlenstoff–Metall- oder Kohlenstoff–Halbmetallbindung aufweisen. Dabei kann es sich um klassische Übergangsmetallkomplexe mit Liganden wie Kohlenstoffmonoxid, Ethylen oder Cyclopentadien handeln oder Biomoleküle wie Aminosäuren, Zuckern oder Antikörpern, die eine direkte Kohlenstoff-Metallbindung aufweisen und eine Rolle bei biologischen Prozessen spielen.
Es umfasst Elemente der metallorganischen Chemie, der Biochemie und der Medizin. Zu den natürlich vorkommenden biometallorganischen Molekülen gehören einige Enzyme und Proteine. Ziele der biometallorganischen Chemie sind unter anderem die Entwicklung neuer Medikamente sowie die Untersuchung der Toxikologie von metallorganischen Verbindungen.

## Geschichte

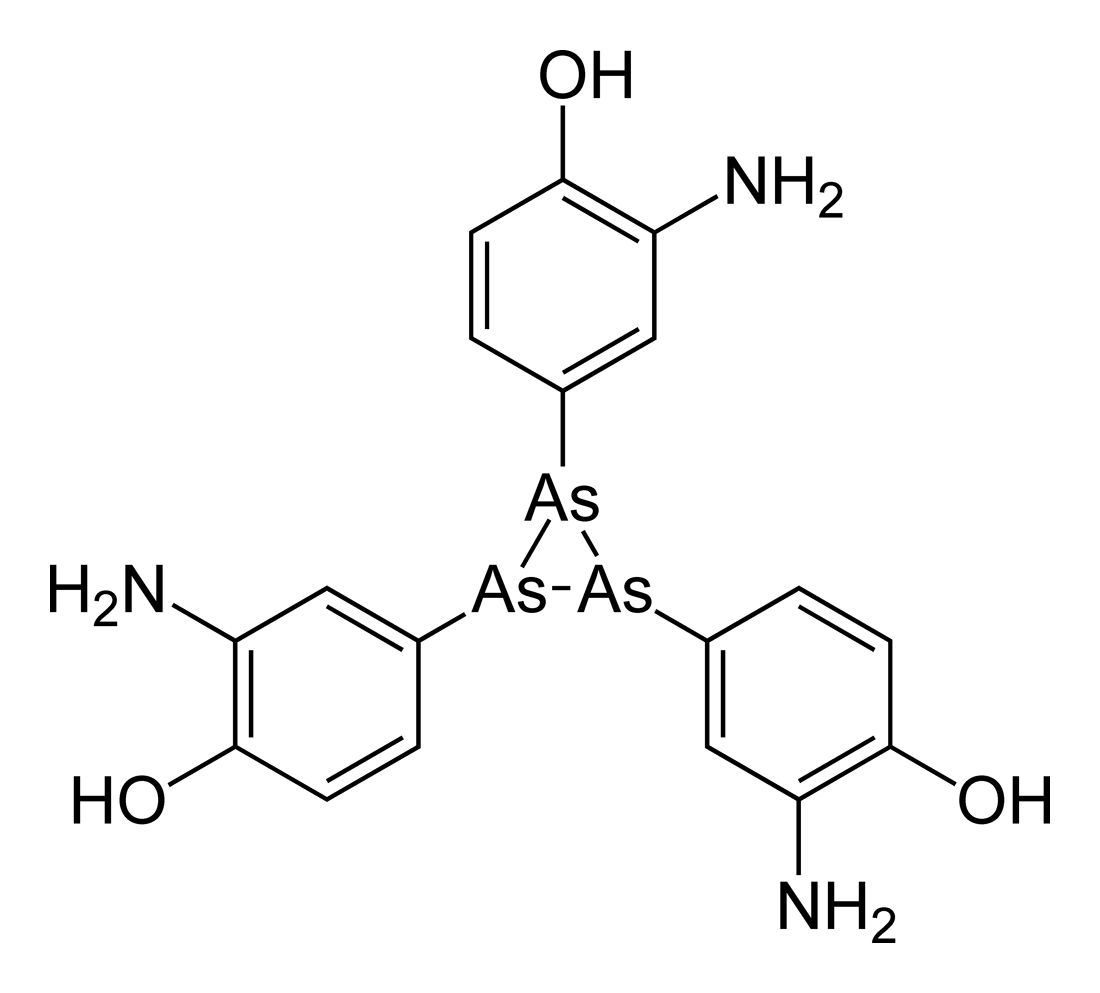
Trimere Form von Arsphenamin

Nachdem es bereits Arbeiten über die Wirkung von Quecksilber, Iod und Arsen als mögliche Heilmittel zur Behandlung der Syphilis gab, folgte 1909 mit der Entwicklung des Arsphenamin durch Paul Ehrlich und Sahachiro Hata ein Meilenstein der Biometallorganischen Chemie, der gleichzeitig den Beginn der Chemotherapie markierte. Die Entdeckung löste eine Welle von Untersuchungen auf dem Gebiet der biometallorganischen Arsenverbindungen aus, die zur Entwicklung weiterer Therapeutika wie Neosalvarsan (das auch mit Quecksilber kombiniert wurde) und Solusalvarsan führte.
Die Entdeckung der Natur des Vitamin B12 im Jahre 1948 durch Karl August Folkers markiert einen weiteren Höhepunkt in der Geschichte. In den 1960er Jahren folgte schließlich die Entdeckung der cytostatischen Eigenschaften von Cisplatin.